# Setodes njala
Setodes njala är en nattsländeart som beskrevs av Douglas E. Kimmins 1962. Setodes njala ingår i släktet Setodes och familjen långhornssländor. Inga underarter finns listade i Catalogue of Life.